# Vilne, Brovarî
Vilne (în ucraineană Вільне) este un sat în comuna Jerdova din raionul Brovarî, regiunea Kiev, Ucraina.

## Demografie
Componența lingvistică a localității Vilne
     Ucraineană (98,63%)
     Rusă (1,37%)
Conform recensământului din 2001, majoritatea populației localității Vilne era vorbitoare de ucraineană (98,63%), existând în minoritate și vorbitori de rusă (1,37%).